# Steven Giudice
Steven Giudice es un deportista australiano que compitió en judo. Ganó cuatro medallas en el Campeonato de Oceanía de Judo entre los años 2002 y 2008.

## Palmarés internacional
| Campeonato de Oceanía | Campeonato de Oceanía        | Campeonato de Oceanía | Campeonato de Oceanía |
| Año                   | Lugar                        | Medalla               | Categoría             |
| --------------------- | ---------------------------- | --------------------- | --------------------- |
| 2002                  | Wellington (Nueva Zelanda)   | Medalla de plata      | –60 kg                |
| 2003                  | Suva (Fiyi)                  | Medalla de bronce     | –60 kg                |
| 2006                  | Papeete (Francia)            | Medalla de oro        | –60 kg                |
| 2008                  | Christchurch (Nueva Zelanda) | Medalla de plata      | –60 kg                |